# Ді-джей
Ді-дже́й, дідже́й, диск-жоке́й та дидже́й, сленг. діджик (англ. DJ, скорочення від disc jockey — диск-жокей) — людина, що здійснює публічне відтворення записаних на звукові носії музичних творів зі зміною або без зміни матеріалу технічними засобами.

## Історія

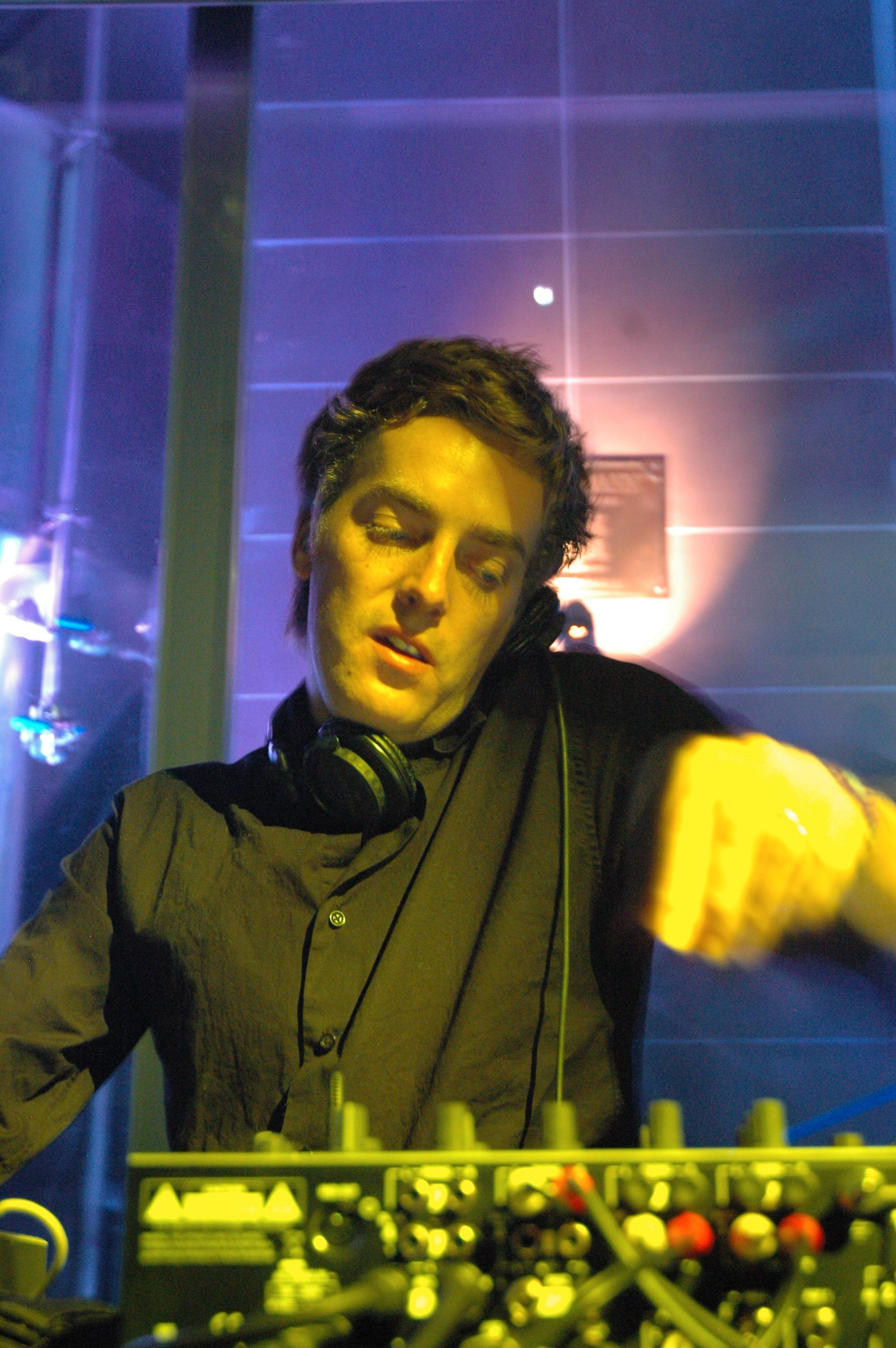
DJ Adam Freeland в роботі

У список найвідоміших піонерів входять Pete DJ Jones, Kool DJ Herc, DJ Hollywood, Eddie Cheeba, «Love Bug» Starski, Grand Master Flash, Afrika Bambaataa, Kurtis Blow, the Sugarhill Gang, Run DMC і багато інших.
DJ Kool Herk (ді-джей Кул Герк) часто називають хрещеним батьком хіп-хопу. Родом з Ямайки, цей хлопець в 1967 році переїздить до Бронксу і стає улюбленцем у місцевої публіки. Його любили за оригінальний гетто-стиль, який не залишав байдужим жодного вуличного танцюриста. Саме він допоміг сформуватися поняття 'бібой'- брейк бой, біт біо, Бронкс бой …
Герк був відомий тим, що вмів збирати круті туси з різних районів і заряджати людей божевільною атмосферою. Треки, які він грав, були кращими у свій час. Це Baby Huey — «Listen To Me», Michael Viner's Incredible Bongo Band — «Apache» і ін. Наприклад, «Give It Up Or Turnit A Loose (In The Jungle Groove Remix)» від James Brown, став своєрідним гімном Хіп-хопу. Кожен Бібой, емсі та райтер знав цей трек.

## Особливості професії
Змішування (зведення, міксування) треків (композицій) ді-джей здійснює за допомогою спеціального мікшерного пульта та спеціально обладнаних програвачів, на котрих є можливість контролювати швидкість програвання композиції (програвачі грамплатівок, CD/DVD-деки). При відтворенні музики обидва програвачі повинні давати можливість плавно регулювати швидкість обертання грамплатівки. Також на сучасних ді-джейських пультах є семплери (для запису і відтворення коротких звукових фрагментів — семплів), звукові ефектори і драм-машина (для створення пульсівних ритмічних фраз — лупів). Також міксування можливе за допомогою спеціального програмного забезпечення на комп'ютерах або ноутбуках.
Послідовність зведених тематичних треків називається ді-джейським міксом, або сетом. Підбірка цих треків називається компіляцією. Зазвичай міксом називають студійну роботу ді-джея, записану для подальшого розповсюдження на аудіо-носіях або в цифровому вигляді. Сетом називають «живий» виступ ді-джея. При створенні міксу діджеї можуть використовувати скретч, ефектори, синтезатори та інше.